# Шумахер, Александр Данилович (1820—1898)
Александр Данилович Шумахер (25 апреля (7 мая) 1820, Тавастегус, Великое княжество Финляндское — 1 (13) января 1898, Санкт-Петербург, Российская империя) — действительный тайный советник, директор Хозяйственного департамента Министерства внутренних дел (1861—1879); сенатор (1879).
Его полный тёзка — Александр Данилович Шумахер (1855—1917), был его племянником — сын тайного советника Даниила Даниловича Шумахера (1819—1908).

## Биография
Родился в Тавастегусе (Великое княжество Финляндское) 25 апреля (7 мая) 1820 года в семье дворянина Даниила Фёдоровича Шумахера (1778—1861). 
Образование получил на юридическом факультете Московского университета, по окончании которого со степенью кандидата 4 января 1841 года поступил на службу в Министерство внутренних дел. В 1852 году был назначен чиновником особых поручений при министре внутренних дел и назначен правителем дел комитета об устройстве в России исправительных тюрем. В 1854 году вошёл в состав комиссии при Министерстве финансов для подготовки проекта нового положения о гильдиях.
В 1855—1861 годах был вице-директором Хозяйственного департамента министерства внутренних дел. В этот период, 3 июня 1858 года он получил чин действительного статского советника. С 1861 года — директор Хозяйственного департамента. Одновременно он был назначен членом попечительного совета заведений общественного призрения в Санкт-Петербурге, комитета для рассмотрения проекта о распространении газового освещения и об устройстве водопроводов и мостов в Санкт-Петербурге, комиссии по преобразованию губернских и уездных учреждений; в следующем году стал ещё и председателем комиссии об устройстве Щукина и Апраксина дворов в Санкт-Петербурге и попечительного комитета Максимилиановской лечебницы. С 31 марта 1868 года — тайный советник.
В 1879 году вошёл в состав комиссии для исследования железнодорожного дела в России; 19 февраля был назначен сенатором, присутствующим в 1-м департаменте Сената, и одновременно членом Совета по тюремным делам. В 1882 году назначен председателем Совета управления учреждений великой княгини Елены Павловны. С 1889 года исполнял должность первоприсутствующего в 1-м департаменте Сената. С 1 января 1889 года — действительный тайный советник.
С 1868 года состоял действительным членом Императорского Русского географического общества, с 1880 года — Санкт-Петербургского юридического общества.
Умер в Санкт-Петербурге в ночь на 1 (13) января 1898 года. Похоронен на Свято-Троицком кладбище Старого Петергофа рядом с рано умершим своим сыном Георгием.

## Награды
- орден Св. Анны 2-й ст. с императорской короной (1856)
- орден Св. Владимира 3-й ст. (1860)
- орден Св. Станислава 1-й ст. (1863)
- орден Св. Анны 1-й ст. (1867)
- орден Св. Владимира 2-й ст. (1870)
- орден Белого орла (1873)
- орден Св. Александра Невского (10 июня 1877; алмазные знаки к ордену — 15 мая 1883)
- орден Св. Владимира 1-й ст. (1891)

## Семья
- Жена — Наталья Александровна, дочь А. А. Авенариуса, сестра П. А. Авенариуса. Их дети:
- Александр (1854—1920)
- Аркадий (1855—1938), его дочь Ольга (в замужестве Гартман, 1885—1979) была замужем за композитором Ф. А. Гартманом
- Леонид (1859—?)
- Владимир (1860—1945)
- Георгий (1865—1871)
- Александра (1869—1904), в замужестве Гершельман
- Надежда.